# Valerie Niehaus
Valerie Niehaus (Emsdetten, Renania del Norte-Westfalia, Alemania, 11 de octubre de 1974) es una actriz alemana.

## Biografía
De 1997 a 1999, estudió en el Instituto de Teatro y Cine Lee Strasberg en Nueva York. Valerie Niehaus vive con su hijo Joshua Elias en Berlín. Niehaus es primo lejano de actriz alemana Ruth Niehaus (1925–1994).

## Filmografía
| Año       | Título                                | Personaje                              | Notas                            |
| --------- | ------------------------------------- | -------------------------------------- | -------------------------------- |
| 2016–2017 | Die Spezialisten - Im Namen der Opfer | Dr. Katrin Stoll                       | 23 episodios                     |
| 2013      | Alerta Cobra                          | Dr. Veronika Graf                      | episodio "Wilde Tiere"           |
| 2011      | Stolberg                              | Anja Thiel                             | episodio "Abgezockt"             |
| 2011      | Donna Leon                            | Signora Fornari / Signora Gismondi     | 2 episodios                      |
| 2010      | SOKO Donau                            | Isabel Frohner                         | episodio "Tod eines Schnüfflers" |
| 2009–2011 | Diario de una doctora                 | Dr. Gina Amsel                         | 4 episodios                      |
| 2009      | entscheidung in den wolken            |                                        |                                  |
| 1999–2004 | SOKO 5113                             | Tina Klein / Tanja Lange / Lea Mertens | 3 episodios                      |
| 1995–1997 | Verbotene Liebe                       | Julia Sander                           | 408 episodios                    |